# TV Guiné-Bissau
A TV Guiné-Bissau é uma estação de televisão privada guineense, sediada em Bissau. A estação foi criada em 2008 pelo empresário de média, o luso-brasileiro Marcelo Veiga, que também é responsável pelo canal de televisão TV Nordeste, no nordeste do Brasil.
A TV Guiné-Bissau possui cobertura basicamente para a região de Bissau.